# Rodrigo Germade
Rodrigo Germade Barreiro (Cangas, 23 de agosto de 1990) es un deportista español que compite en piragüismo en la modalidad de aguas tranquilas.
Participó en tres Juegos Olímpicos de Verano, obteniendo dos medallas, plata en Tokio 2020 y bronce en París 2024, en la prueba de K4 500 m, y el quinto lugar en Río de Janeiro 2016, en K4 1000 m. En los Juegos Europeos de Cracovia 2023 consiguió una medalla de oro en la prueba de K4 500 m.
Ganó siete medallas en Campeonato Mundial de Piragüismo entre los años 2017 y 2023, y tres medallas en el Campeonato Europeo de Piragüismo, en los años 2015 y 2018.
Estudió Derecho en la Universidad Católica San Antonio de Murcia.

## Palmarés internacional
| Juegos Olímpicos   | Juegos Olímpicos            | Juegos Olímpicos  | Juegos Olímpicos |
| Año                | Lugar                       | Medalla           | Competición      |
| ------------------ | --------------------------- | ----------------- | ---------------- |
| 2020               | Tokio (Japón)               | Medalla de plata  | K4 500 m         |
| 2024               | París (Francia)             | Medalla de bronce | K4 500 m         |
| Campeonato Mundial |                             |                   |                  |
| Año                | Lugar                       | Medalla           | Competición      |
| 2017               | Račice (República Checa)    | Medalla de oro    | K2 500 m         |
| 2017               | Račice (República Checa)    | Medalla de plata  | K4 500 m         |
| 2018               | Montemor-o-Velho (Portugal) | Medalla de plata  | K4 500 m         |
| 2019               | Szeged (Hungría)            | Medalla de plata  | K4 500 m         |
| 2021               | Copenhague (Dinamarca)      | Medalla de oro    | K2 500 m         |
| 2022               | Halifax (Canadá)            | Medalla de oro    | K4 500 m         |
| 2023               | Duisburgo (Alemania)        | Medalla de bronce | K2 500 m         |
| Juegos Europeos    |                             |                   |                  |
| Año                | Lugar                       | Medalla           | Competición      |
| 2023               | Cracovia (Polonia)          | Medalla de oro    | K4 500 m         |
| Campeonato Europeo |                             |                   |                  |
| Año                | Lugar                       | Medalla           | Competición      |
| 2015               | Račice (República Checa)    | Medalla de bronce | K4 1000 m        |
| 2018               | Belgrado (Serbia)           | Medalla de oro    | K4 500 m         |
| 2018               | Belgrado (Serbia)           | Medalla de plata  | K2 500 m         |